# Tetuán (distrikt)

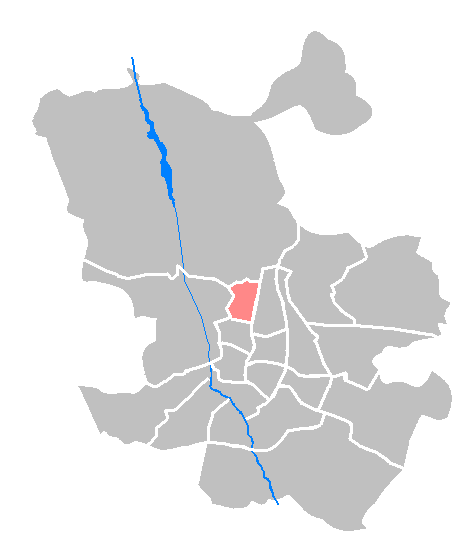
Tetuáns läge.

Tetuán är ett distrikt som tillhör staden Madrid och är administrativt organiserat i kvarteren Bella Vista (61), Cuatro Caminos (62), Castillejos (63), Almenara (64), Valdeacederas (65) och Berruguete (66). 
Distriktet Tetuan är mycket heterogent, både arkitektoniskt och socialt. Man kan hitta allt från moderna skyskrapor, komplexet AZCA, finansiellt centrum till Madrid, till små hus, ett arv från det som var ett bostadsområde i sitt ursprung i västra delen av distriktet. Gatan Bravo Murillo är en ryggrad i distriktet, en av de mest livliga och kosmopolitiska i huvudstaden. På grund av dess läge inom staden och dess goda kommunikationer, genomgår distriktet en period av uppsving, driven av stadsutvecklingsplaner och av tillströmningen av nya invånare, ungdomar och invandrare. 
Upprinnelsen till kvarteret går tillbaka till kriget om Afrika, när den segrande armén slog läger norr om Madrid, medan man förberedde sig för en triumfatorisk inmarsch i huvudstaden, vilken aldrig ägde rum. Runt det provisoriska lägret, som omvandlades till permanent, installerade sig försäljare och man skapade det kvarter som idag är känt som "Tetuán de las Victorias" ("Det segerrika Tetuán) (efter den marockanska staden Tetuán, varifrån soldaterna kom) .

## Utbildning
I distriktet Tetuan, finns det 18 daghem (6 kommunala och 12 privata), 7 allmänna förskolor och lågstadieskolor, 3 institut med gymnasieutbildning och 8 privata skolor (med och utan avtal). 